# Adam z Kotry
Adam z Kotry – kanonik sandomierski w 1505 roku, pisarz i sekretarz wielkiego księcia a później króla Aleksandra Jagiellończyka w 1492 roku, komisarz cum plena potestate do rozgraniczenia Wielkiego Księstwa Litewskiego i ziemi liwskiej. 